# Paullinia prevostiana
Paullinia prevostiana är en kinesträdsväxtart som beskrevs av Acev.-rodr.. Paullinia prevostiana ingår i släktet Paullinia och familjen kinesträdsväxter. Inga underarter finns listade i Catalogue of Life.